# Skjombroen
Skjombroen (norsk Skjombrua, også omtalt som Skjomen bru og tidligere også som Trongskjombrua, er en hængebro i stål som krydser fjorden Skjomen ca. 20 km syd for Narvik i Nordland fylke i Norge. Broen er 711 meter lang, med største spænd på 525 meter og gennemsejlingshøjde på 35 meter. Broen har 9 spænd og er en del af Europavej E6.
Stortinget vedtog bygningen af en bro over Skjomen i december 1959. Skjombroen blev åbnet 10. november 1972, og var da Norges fjerde længste bro, og landets længste hængebro. Stålet og montagen var ved Erik Ruuds mekaniske verksted i Oslo. 
Efter henvendelse fra det norske vejdirektorat anbefalede Språkrådet at navnet «Skjombrua» skulle benyttes på den nye bro, i og med at andre navneformer i området hadde former som Skjomnes og Skjomgrunnen. Vejdirektoratet godkendte dette som det officielle navn, men selv vejkontoret i Nordland benyttede ofte navneformene «Skjomenbrua» eller «Skjomen bru», og under åbningen blev den konsekvent omtalt som «Skjomenbrua» af trafikministeren.